# Theodor von Karajan
Theodor Georg von Karajan (født 22. januar 1810 i Wien, død 28. april 1873 sammesteds) var en østrigsk oldskriftsudgiver. Han var far til Max Theodor von Karajan og farfars far til Herbert von Karajan.
von Karajan, der havde græske forældre, var 1850–51 professor i det tyske sprog og den tyske litteratur ved Wiens Universitet och derpå vicepræsident og fra 1866 præsident i det østrigske videnskabsakademi. Han blev 1870 andre forstander for det kejserlige hofbibliotek. Årene 1848–49 var han medlem af det tyske parlament i Frankfurt a. M. og havde fra 1867 sæde i det østrigske herrehus. von Karajan, der var en ivrig forsker i Østrigs, særlig Wiens, historie under ældste tider, udgav flere af den ældre tyske litteraturs værk, som Michael Behaims Buch von den Wienern 1462–65 (1843) samt skrev blandt andet monografier over Heinrich der Teichner og Abraham a Sancta Clara med flere.